# Luis Chávez
Luis Gerardo Chávez Magallón (født 15. januar 1996) er en mexicansk professionel fodboldspiller, som spiller for den russiske Premier League-klub Dynamo Moskva og Mexicos landshold.